# Carmen McRae
Pour les articles homonymes, voir McRae.
Carmen McRae est une chanteuse de jazz américaine née le 8 avril 1922 et décédée le 10 novembre 1994, à l'âge de 72 ans. Elle est considérée comme l'une des vocalistes de jazz les plus influentes du XXe siècle. Son phrasé à contretemps et ses interprétations ironiques des paroles de chansons ont fait d'elle une figure majeure du jazz vocal.

## Biographie
Carmen McRae naît le 8 avril 1922 à Harlem (New York), d'une mère immigrant de Jamaïque, Evadne McRae, et d'un père originaire du Costa Rica, Osmond. Elle apprend le piano dès son enfance. Adolescente, elle attire l'attention de Teddy Wilson et de son épouse, la compositrice Irene Kitchings Wilson.
À la fin des années 1940, elle se fait un nom auprès des musiciens de jazz moderne qui se rassemblent au Minton's Playhouse, le plus célèbre club de jazz d'Harlem, où elle vient jouer du piano. À Brooklyn, elle se fait remarquer par Milt Gabler, producteur pour le label Decca. Ses 5 ans d'association avec cette maison de disques donneront naissance à 12 enregistrements.
The Carmen McRae-Betty Carter Duets, l'enregistrement de son concert de 1987 en duo avec Betty Carter marque les esprits. Parmi les musiciens avec lesquels elle a collaboré tout au long de sa carrière, on peut citer : Benny Carter, Mercer Ellington, Count Basie, Sammy Davis Jr., Dave Brubeck et Louis Armstrong. Du fait de son amitié avec la chanteuse Billie Holiday, elle ne s'est jamais produite une seule fois en concert sans interpréter une chanson de celle que l'on surnomme Lady Day.

## Discographie
Albums en solo
- 1955 : By Special Request
- 1956 : Torchy!
- 1957 : Blue Moon
- 1957 : After Glow
- 1957 : Mad About The Man
- 1957 : Carmen For Cool Ones
- 1958 : Birds of A Feather
- 1958 : Book of Ballads
- 1959 : When You're Away
- 1959 : This Is Carmen McRae
- 1961 : Carmen McRae Sings Lover Man and Other Billie Holiday Classics - Invités : Nat Adderley, Eddie "Lockjaw" Davis
- 1963 : Something Wonderful - Invité : Buddy Bregman
- 1967 : For Once In My Life
- 1968 : Portrait of Carmen
- 1971 : The Great American Songbook: Live At Donte's - Invité : Joe Pass
- 1978 : I'm coming home again - Invités : Grover Washington, Jr., Hank Crawford
- 1981: Live at Bubba's .
- 1982 : Heat Wave - Invité : Cal Tjader
- 1983 : You're Lookin' At Me
- 1988 : Fine & Mellow - Live at Birdland West
- 1988 : Carmen Sings Monk

Albums en collaboration avec d'autres artistes
- 1961 : Take Five at Basin Street East - Avec le Dave Brubeck Band
- 1980 : Two For The Road - Avec George Shearing
- 1988 : The Carmen McRae - Betty Carter Duets - Avec Betty Carter

Participations aux albums d'autres artistes
- 1957 : Sammy Davis Jr. : Boy Meets Girl
- 1959 : Sammy Davis Jr. : Porgy And Bess
- 1960 : Dave Brubeck : Tonight Only
- 1962 : Louis Armstrong : The Real Ambassadors - Avec le Dave Brubeck Band